# Ernst Heinrich Göring

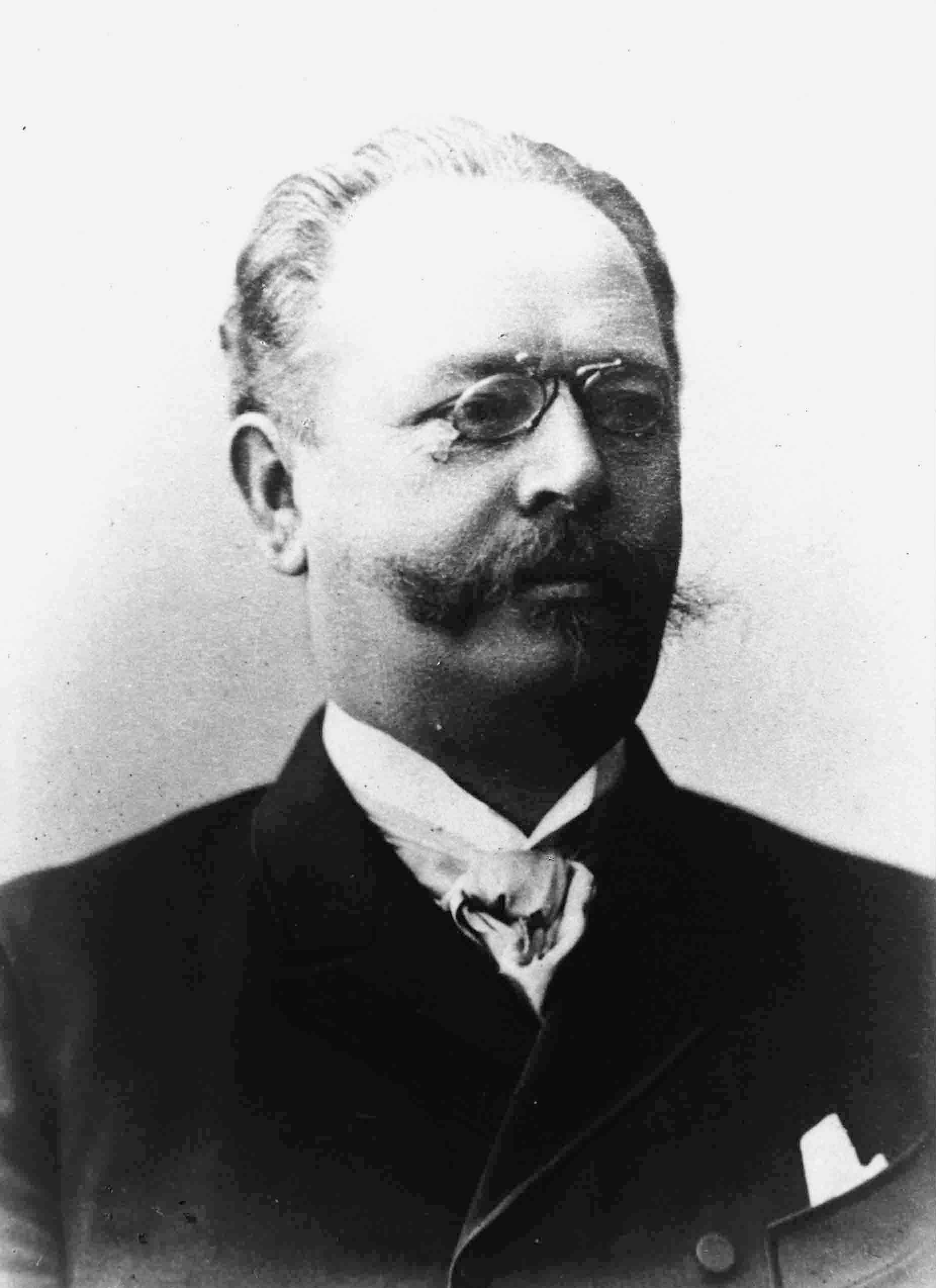
Ernst Heinrich Göring

Ernst Heinrich Göring (Emmerik, 31 oktober 1838 – München, 7 december 1913) was een Duitse jurist, gouverneur en diplomaat die lange tijd in de Duitse overzeese koloniën werkzaam was. Hij behaalde een graad in de rechten en vocht mee in het Pruisische leger tijdens de oorlogen van 1866 en 1870-'71. Hij werd als Kaiserlicher Kommissar aangesteld in de nieuw gestichte kolonie Duits-Zuidwest-Afrika (het huidige Namibië) en arriveerde met zijn gezin in augustus 1885 te Angra Pequeña (het huidige Lüderitz). In Otjimbingwe richtte hij zijn kantoor in in de missieschool. Hij had twee man personeel.
Zijn taken omvatten onder meer:
- erop toezien dat vredesakkoorden tussen de inheemse volken onderling en met de nieuwe kolonisator werden nagekomen;
- het verwerven van exploitatierechten voor de mijnbouw;
- wapen- en drankhandel te organiseren.

Hij moest echter Namibië gehaast verlaten toen de aanvoerder van de Ovaherero Chief Maharero, het verdrag met de Duitsers opzegde. Göring nam de wijk naar Walvisbaai alvorens Namibië in augustus 1890 te verlaten voor Haïti, waar hij werd aangesteld als consul. Hij ging met pensioen in 1895.
Hij had uit zijn tweede huwelijk met Fransziska Tiefenbrunn vijf kinderen:
- Karl-Ernst Göring (Rosenheim, 3 augustus 1885 – Hannover, 4 oktober 1932), jurist
- Olga Therese Sophie Göring (Walvisbaai, 16 januari 1889 – 1970)
- Paula Elisabeth Rosa Göring (Rosenheim, 8 mei 1890 – 1960)
- Hermann Göring (1893 – 1946), rijksmaarschalk van nazi-Duitsland
- Albert Göring (1895 – 1966), zakenman en tegenstander van het nationaalsocialisme, die Joden hielp tijdens de Tweede Wereldoorlog.

- Gemeinsame Normdatei: 136044239
- Virtual International Authority File: 80455069